# Regierungsbezirk Tübingen
Regierungsbezirk Tübingen är ett av det tyska förbundslandet Baden-Württembergs fyra regeringsområden (tyska Regierungsbezirk). Området har 1 863 966 invånare (2019) och en yta på 8 852,36 km². Huvudstad är Tübingen.

## Geografi
Regeringsområdet ligger i sydöstra Baden-Württemberg och gränser till Bodensjön i söder, Regierungsbezirk Freiburg i väster, Regierungsbezirk Karlsruhe i nordväst, Regierungsbezirk Stuttgart i norr och förbundslandet Bayern (Regierungsbezirk Schwaben) i öster.

## Administrativ indelning
Regeringsområdet består av en distriktfri stad och åtta distrikt:

### Distriktfri stad
- Ulm

### Distrikt
| - Alb-Donau-Kreis - Bodenseekreis - Landkreis Biberach - Landkreis Ravensburg | - Landkreis Reutlingen - Landkreis Sigmaringen - Landkreis Tübingen - Zollernalbkreis |

## Befolkningsutveckling
| Befolkningsutvecklingen i Regierungsbezirk Tübingen 1975–2015 | Befolkningsutvecklingen i Regierungsbezirk Tübingen 1975–2015 | Befolkningsutvecklingen i Regierungsbezirk Tübingen 1975–2015 | Befolkningsutvecklingen i Regierungsbezirk Tübingen 1975–2015 | Befolkningsutvecklingen i Regierungsbezirk Tübingen 1975–2015 |
| ------------------------------------------------------------- | ------------------------------------------------------------- | ------------------------------------------------------------- | ------------------------------------------------------------- | ------------------------------------------------------------- |
|                                                               |                                                               |                                                               |                                                               |                                                               |
| År                                                            |                                                               |                                                               | Folkmängd                                                     | Areal (ha)                                                    |
| 1975                                                          | 1975                                                          |                                                               | 1 476 938                                                     | 891 684                                                       |
| 1980                                                          | 1980                                                          |                                                               | 1 511 453                                                     | 891 721                                                       |
| 1985                                                          | 1985                                                          |                                                               | 1 523 790                                                     | 891 732                                                       |
| 1990                                                          | 1990                                                          |                                                               | 1 628 608                                                     | 891 750                                                       |
| 1995                                                          | 1995                                                          |                                                               | 1 725 584                                                     | 891 785                                                       |
| 2000                                                          | 2000                                                          |                                                               | 1 767 013                                                     | 891 781                                                       |
| 2005                                                          | 2005                                                          |                                                               | 1 805 146                                                     | 891 780                                                       |
| 2010                                                          | 2010                                                          |                                                               | 1 807 958                                                     | 891 767                                                       |
| 2015                                                          | 2015                                                          |                                                               | 1 823 573                                                     | 885 307                                                       |
|                                                               |                                                               |                                                               |                                                               |                                                               |